# Улік-Єлга
Улі́к-Єлга́ (рос. Улик-Елга, башк. Үлекйылға) — присілок у складі Шаранського району Башкортостану, Росія. Входить до складу Дютюлинської сільської ради.
Населення — 36 осіб (2010; 33 у 2002).
Національний склад:
- башкири — 82 %